# Museu do Futebol (Rio de Janeiro)
O Museu do Futebol é um museu temático dedicado ao futebol localizado nas dependências do Estádio do Maracanã, na cidade do Rio de Janeiro.

## História
A mais recente inauguração do museu ocorreu em 11 de dezembro de 2006. Antes, ele já havia sido inaugurado em 1974 com o nome de Emílio Garrastazu Médici, renomeado para Museu do Futebol em 1993 e desativado em 1999. Foi brevemente reaberto em 2002 com o nome "Museu de Esportes Mané Garrincha".

## Acervo
O acervo do museu conta com cerca de dois mil itens doados relacionados ao futebol e outros esportes. Entre eles, estão: uma medalha em homenagem à nadadora Maria Lenk; o uniforme usado por Garrincha na Copa do Mundo de 1962; a bola do milésimo gol de Pelé; um selo desenhado por Candido Portinari para os VII Jogos Infantis de Ginástica Olímpica; e as luvas usadas pelo boxeador Éder Jofre na conquista do campeonato mundial na categoria peso-pena em 1973.